# Brokakleja
Brokakleja (Aquilegia skinneri) är en växt tillhör familjen ranunkelväxter. Dess blommor är långsmala och gröngula med röda sporrar. Den kommer ifrån Guatemala.